# Bonzai Records
Bonzai Records was een Belgisch platenlabel dat gesticht werd in 1992 en gevestigd was in Deurne.
Tot 2003 was Bonzai Records een sublabel van Lightning Records. Het moederbedrijf ging echter failliet, zodat een nieuw bedrijf moest worden opgestart (Banshee Worx). Bonzai Records ging voortaan verder onder de naam Bonzai Music.
Bonzai Records heeft rave-, trance-, goa-,  
hardtrance- en hardcoremuziek uitgegeven van onder meer Ripp-Off, Leviathan, Thunderball, DJ Bountyhunter, DJ Yves, Stockhousen (Liza 'N' Eliaz & Pieter Kuy), Dreamland, Blue Alphabet, Glycerine (DJ Yves & Tiësto), Greg S., Dream Your Dream, Yves Deruyter, Final Analyzis, Jones & Stephenson, Joyrider, DJ Pascal Vs. Rave Club, Push, Belgica Wave Party, Blue Alphabet, DJ Dave Davis, Quadran en Zolex.
Na een aantal jaren werd de naam Bonzai Records terug in gebruik genomen en verschenen er steeds meer releases van nieuwe artiesten zoals DJ Jan, DJ Liberty, Anonymize en Greg S.
Tot 2024 opereerde Bonzai Records vanuit Koningshooikt, een deelgemeente van Lier, maar in de loop van 2024 verhuist de firma naar Heist-op-den-Berg, meer bepaald naar de deelgemeente Pijpelheide.  